# Groote Polder (Termunterzijl)
De Groote Polder is een voormalig waterschap in de provincie Groningen.
Het schap lag ten westen van Termunterzijl en lag tussen de Eemsdijk (de zeedijk) en slaperdijk in. De meest westelijke punt lag bij het verdwenen dorp Oterdum. Het lag dus tussen de zee en het waterschap Oterdum in. De bemaling gebeurde met behulp van gemaal met petroleummotor die uitsloeg op het Termunterzijldiep. 
Waterstaatkundig gezien ligt het gebied sinds 2000 binnen dat van het waterschap Hunze en Aa's.

## Naam
De naam verwijst naar de andere polder van Termunterzijl, de Kleine Polder genaamd, die tussen het dorp en Termunten lag en omsloten was door de zeedijk en het Kleine diep, een oude mond van het Termunterzijldiep.